# I Love You, I Love You Not
I Love You, I Love You Not è un film del 1997 diretto da Billy Hopkins e interpretato da Jeanne Moreau e Claire Danes.

## Trama
Il film tratta dell'Olocausto e del razzismo dal punto di vista di Daisy: una introversa sedicenne che vive a New York e studia  in una scuola molto esclusiva, con dei genitori che non la comprendono ma con un rapporto molto profondo con la nonna (Jeanne Moreau), un'ebrea polacca, unica reduce da Auschwitz di tutta la sua famiglia. La ragazza, troppo intelligente e sensibile per riuscire ad ambientarsi tra compagni ignoranti, superficiali e razzisti, è al tempo stesso affascinata e ossessionata dalle memorie del passato e non riesce ad accettare il suo non essere “normale”.